# Crveno jezero
Crveno jezero je krška jama ispunjena vodom u blizini Imotskog. Hrvatski speleološki savez je 1998. organizirao međunarodnu speleoronilačku ekspediciju, prilikom koje je precizno izmjerena visinska razlika od 528 metara, a dubina jezera od čak 287 metara te bi to, prema nekim podacima, bilo najdublje jezero u Europi.
Od 1964. zaštićeno je kao geomorfološki spomenik prirode.

## Opis
Jezero je nastalo urušavanjem svoda iznad jame. Postoji legenda o Gavanovim dvorima prema kojoj su u davnoj prošlosti iznad jezera postojali dvori koji su propali u zemlju te je na tom mjestu nastalo jezero. Ime je dobilo po crvenim stijenama na rubu jezera.
Dana 28. rujna 2013. napravljena su mjerenja podmornicom u kojima je utvrđena dubina od 255 metara. Napravljena su snimanja podmornicom, pri čemu je presjek rađen svakih 10 metara i tako ucrtana dubina. Snimanja će omogućiti izradu kompletne 3D represije ove jame.
Francuski speleoronilac Frederic Swierczynski 6. svibnja 2017. je zaronio u Crveno jezero i postao prvi čovjek u povijesti koji je kročio na dno.
Zaron je trajao četiri sata, a Francuz je dno dotaknuo na 245 metara.
Velik dio zapadnog zida jezera se urušio zbog potresa u blizini Imotskog 29. prosinca 1942. intenziteta u epicentru IX° MCS ljestvice i magnitude 6,2.

## Vanjske poveznice
- Grad Imotski